# Nová Ves nad Popelkou
Nová Ves nad Popelkou – gmina w Czechach, w powiecie Semily, w kraju libereckim. Według danych z dnia 1 stycznia 2013 liczyła 659 mieszkańców.